# ماشین عروس

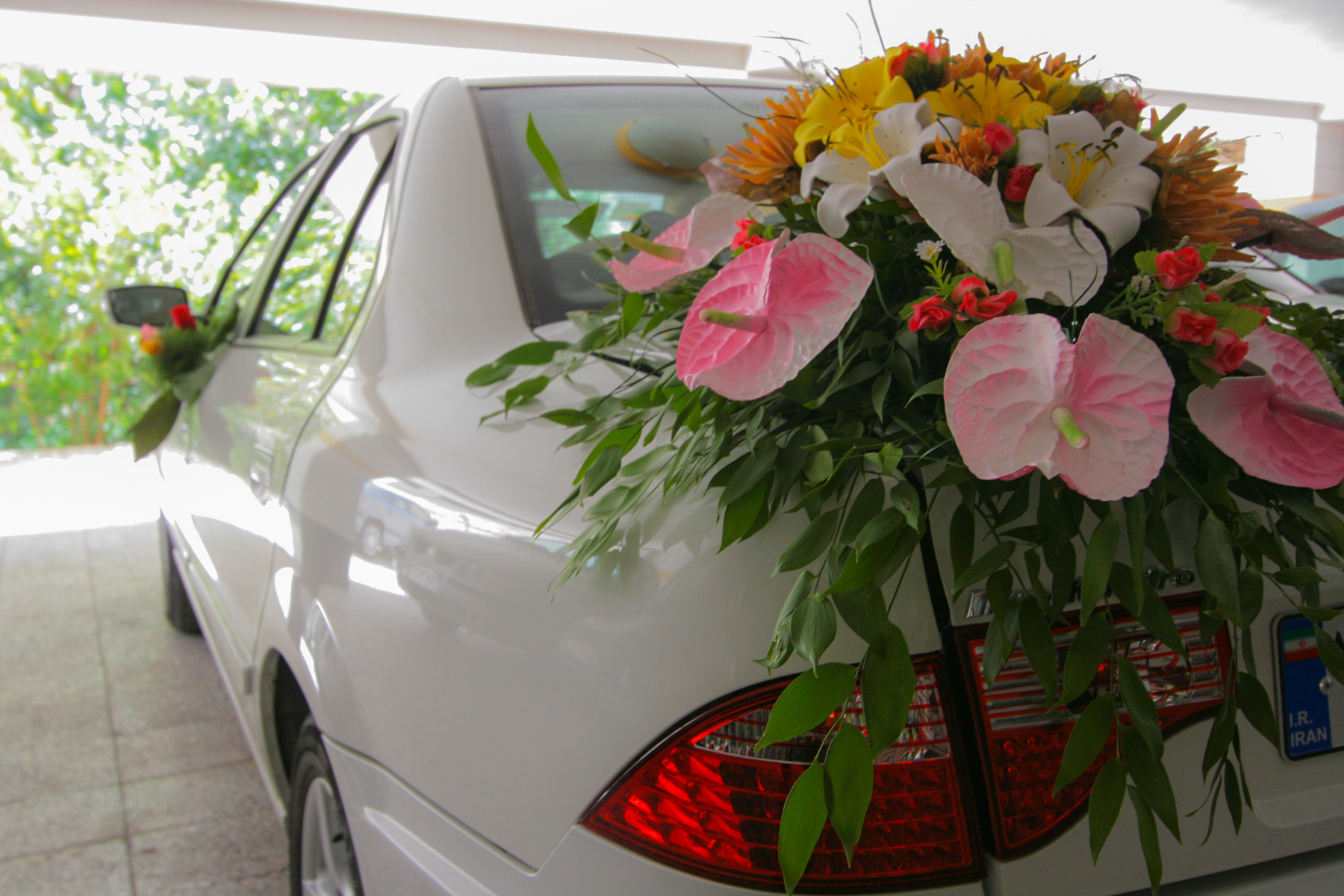
یک خودرو سمند تزئین شده برای مراسم عروسی

ماشین عروس یک خودرو تزئین شده‌است که داماد با آن عروس را به خانه مشترک می‌برد. این رسم یکی از رسوم جدید عروسی ایرانی است. در این انتقال اقوام زوجین نیز مشارکت داشته و با خودروهای خود و بوق زدن، ماشین عروس را همراهی می‌کنند.
در بسیاری از روستاهای ایران، هنوز عروس را بر مرکبی چهارپا مانند اسب و الاغ به خانه داماد می‌برند. امروزه در شهرها، استفاده از کالسکه و اسب و حتی بالگرد نیز به عنوان مرکب عروس رواج دارد.
سیاری از زوج‌های جوان به داشتن ماشین عروس عجیب، قدیمی و یا گران قیمت علاقه‌مند هستند. در مقابل برخی نیز به ماشین‌های معمولی بسنده می‌کنند.
 در هر حال، سوار شدن بر زیباترین مرکب خوشبختی آرزوی همه زوج‌ها است؛ بنابراین استفاده از ماشین‌های عادی اغلب راضی‌کننده نیست. با این حال، گاهی عروس و داماد ترجیح می‌دهند از خودروهای جالبی مانند مدل‌های قدیمی ژیان نیز استفاده کنند. در این میان برخی نیز به استفاده از تراکتور روی آورده‌اند. گاهی شرکت‌های خودرو ساز، خودروهای خود را برای ماشین عروس تزئین نموده و آن را در اختیار زوج‌های جوان قرار می‌دهند. در مواردی پلیس ایران با کاروان عروس برخورد و به علت ایجاد آلودگی صوتی آنان را دستگیر می‌کند.